# Lodewijk van Deyssel
Lodewijk van Deyssel, właśc. Karel Joan Lodewijk Alberdingk Thijm (ur. 22 września 1864 w Amsterdamie, zm. 26 stycznia 1952 w Haarlemie) – holenderski pisarz i krytyk literacki.

## Życiorys
Był synem pisarza Josepha Alberdingka Thijma. W 1885 brał udział w zakładaniu dwumiesięcznika „De Nieuwe Gids”, organu awangardowej grupy literackiej Tachtig, zwanej Generacją 1880; do 1894 i ponownie od 1909 był jego redaktorem. Początkowo inspirował się twórczością Émile Zoli i był zwolennikiem naturalizmu; w 1887 napisał naturalistyczną powieść Een liefde (Pewna miłość). Później porzucił naturalizm na rzecz impresjonizmu; w 1891 napisał studium krytyczne De dood van het naturalisme (Śmierć naturalizmu), zwrócił się także ku symbolizmowi, czego wyrazem było opublikowane w 1895 studium krytyczne Van Zola tot Maeterlinck (Od Zoli do Maeterlincka). Był wrażliwym artystą o wielkich zdolnościach obserwacyjnych, zwracającym uwagę na szczegóły. Wywarł wielki wpływ na holenderską literaturę, zarówno jako pisarz, jak i jako krytyk literacki. Od 1894 do 1911 opublikował w 11 tomach prace krytycznoliterackie Verzamelde opstellen (Eseje zebrane). Poza tym badał twórczość Rembrandta.